# Campionato Acriano 2025
Il Campionato Acriano 2025 è stata la 98ª edizione della massima serie del campionato acriano. La stagione è iniziata il 25 gennaio 2025 e si è conclusa il 29 marzo successivo.

## Stagione

### Novità
Al termine della stagione 2024, sono retrocesse in Segunda Divisão Atlético Acreano, Andirá e Náuas. Dalla Segunda Divisão non vi è stata alcuna promozione, in quanto non è stata disputata l'edizione 2024.

### Formato
Le otto squadre si affrontano dapprima in una prima fase, consistente in un girone unico di sola andata. Le prime quattro classificate, accederanno alla seconda fase che decreterà la vincitrice del campionato. 
La formazione vincitrice e la seconda classificata, potranno partecipare alla Série D 2026, alla Coppa del Brasile 2026 e alla Copa Verde 2026. Nel caso le prime due classificate siano già qualificate alla Série D, l'accesso alla quarta serie andrà a scalare.
Le ultime due classificate, retrocedono in Segunda Divisão.

## Risultati

### Prima fase

#### Gruppo A
|  | Pos. | Squadra                | Pt | G | V | N | P | GF | GS | DR  |
|  | ---- | ---------------------- | -- | - | - | - | - | -- | -- | --- |
|  | 1.   | Vasco da Gama-AC       | 17 | 7 | 5 | 2 | 0 | 13 | 5  | +8  |
|  | 2.   | ADESG                  | 14 | 7 | 4 | 2 | 1 | 13 | 8  | +5  |
|  | 3.   | Independência          | 12 | 7 | 3 | 3 | 1 | 12 | 4  | +8  |
|  | 4.   | Galvez                 | 11 | 7 | 3 | 2 | 2 | 14 | 9  | +5  |
|  | 5.   | Humaitá-AC             | 10 | 7 | 2 | 4 | 1 | 12 | 7  | +4  |
|  | 6.   | Rio Branco-AC          | 7  | 7 | 2 | 1 | 4 | 13 | 16 | -3  |
|  | 7.   | São Francisco-AC       | 3  | 7 | 1 | 0 | 6 | 3  | 16 | -13 |
|  | 8.   | Plácido de Castro (-3) | -1 | 7 | 0 | 2 | 5 | 8  | 22 | -14 |

Legenda:
      Ammessa alla seconda fase.
      Retrocessa in Segunda Divisão 2025
Note:
Tre punti a vittoria, uno a pareggio, zero a sconfitta.

### Seconda fase
|  | Senifinali | Senifinali          | Senifinali |        |               | Finale        | Finale | Finale |  |
|  |            |                     |            |        |               |               |        |        |  |
|  | 2          | ADESG               | 0 (3)      |        |               |               |        |        |  |
|  | 2          | ADESG               | 0 (3)      |        |               |               |        |        |  |
|  | 3          | Independência (dtr) | 0 (4)      |        |               |               |        |        |  |
|  | 3          | Independência (dtr) | 0 (4)      |        | Independência | Independência | 3      |        |  |
|  |            |                     |            |        | Independência | Independência | 3      |        |  |
|  |            |                     | Galvez     | Galvez | 1             |               |        |        |  |
|  | 1          | Vasco da Gama-AC    | Galvez     | Galvez | 1             | 1 (4)         |        |        |  |
|  | 1          | Vasco da Gama-AC    |            |        |               |               |        |        |  |
|  | 4          | Galvez (dtr)        | 1 (5)      |        |               |               |        |        |  |